# Paulianitas vietti
Genre
Espèce
Paulianitas vietti, unique représentant du genre Paulianitas, est une espèce de collemboles de la famille des Bourletiellidae.

## Distribution
Cette espèce est endémique de Madagascar.

## Publication originale
- Betsch, 1978 : Étude des collemboles de Madagascar. 5. Sur deux symphypleones de la forêt sèche en secteur bioclimatique subaride. Bulletin de la Société Entomologique de France, vol. 82, no 5/6, p. 119-125.